# Élections municipales de 2026 dans le Territoire de Belfort
Pour un article plus général, voir Élections municipales françaises de 2026.
Les élections municipales dans le Territoire de Belfort sont prévues en mars 2026. Cette page ne traite que les communes de 1 000 habitants et plus dans le Territoire de Belfort.

## Résultats à l'échelle du département

### Maires sortants et maires élus
| Commune              | Population (en 2022) | Maire sortant(e)       | Parti | Parti | Maire élu(e) | Parti | Parti |
| -------------------- | -------------------- | ---------------------- | ----- | ----- | ------------ | ----- | ----- |
| Andelnans            | 1 123                | Bernard Mauffrey       |       | DVD   |              |       |       |
| Bavilliers           | 4 641                | Éric Koeberlé          |       | MoDem |              |       |       |
| Beaucourt            | 4 985                | Thomas Biétry          |       | LR    |              |       |       |
| Belfort              | 45 646               | Damien Meslot          |       | LR    |              |       |       |
| Bessoncourt          | 1 304                | Thierry Besançon       |       | SE    |              |       |       |
| Bourogne             | 1 737                | Baptiste Guardia       |       | SE    |              |       |       |
| Châtenois-les-Forges | 2 637                | Marie-Josée Baillif    |       | SE    |              |       |       |
| Chaux                | 1 181                | Jacky Chipaux          |       | SE    |              |       |       |
| Chèvremont           | 1 566                | Jean-Paul Moutarlier   |       | PS    |              |       |       |
| Cravanche            | 1 935                | Renaud Veber           |       | SE    |              |       |       |
| Danjoutin            | 3 531                | Emmanuel Formet        |       | DVG   |              |       |       |
| Delle                | 5 677                | Sandrine Larcher       |       | PS    |              |       |       |
| Essert               | 3 382                | Dominique Jeannin      |       | SE    |              |       |       |
| Étueffont            | 1 395                | Alain Fessler          |       | SE    |              |       |       |
| Évette-Salbert       | 2 022                | Laurent Demesy         |       | SE    |              |       |       |
| Giromagny            | 2 897                | Christian Coddet       |       | SE    |              |       |       |
| Grandvillars         | 2 963                | Christian Rayot        |       | DVG   |              |       |       |
| Joncherey            | 1 439                | Jacques Alexandre      |       | SE    |              |       |       |
| Lepuix               | 1 113                | Daniel Roth            |       | DVG   |              |       |       |
| Meroux-Moval         | 1 420                | Stéphane Guyod         |       | SE    |              |       |       |
| Méziré               | 1 268                | Raphaël Rodriguez      |       | SE    |              |       |       |
| Montreux-Château     | 1 167                | Michaël Brun           |       | SE    |              |       |       |
| Morvillars           | 1 098                | Françoise Ravey        |       | DVD   |              |       |       |
| Offemont             | 4 054                | Pierre Carles          |       | DVD   |              |       |       |
| Pérouse              | 1 199                | Jean-Pierre Cnudde     |       | SE    |              |       |       |
| Roppe                | 1 042                | Jean-François Rousseau |       | DVD   |              |       |       |
| Rougemont-le-Château | 1 481                | Didier Vallverdu       |       | LR    |              |       |       |
| Trévenans            | 1 290                | Pierre Barlogis        |       | SE    |              |       |       |
| Valdoie              | 5 193                | Marie-France Céfis     |       | LR    |              |       |       |
| Vézelois             | 1 026                | Roland Jacquemin       |       | SE    |              |       |       |

### Résultats en nombre de maires
| Partis       | Partis              | Maires sortants | Maires élus | Évolution |
| ------------ | ------------------- | --------------- | ----------- | --------- |
|              | Divers droite       | 4               |             |           |
|              | Les Républicains    | 4               |             |           |
| Total droite | Total droite        | 8               |             |           |
|              | Divers gauche       | 3               |             |           |
|              | Parti socialiste    | 2               |             |           |
| Total gauche | Total gauche        | 5               |             |           |
|              | Mouvement démocrate | 1               |             |           |
| Total centre | Total centre        | 1               |             |           |
|              | Sans étiquette      | 16              |             |           |
| Total        | Total               | 30              | 30          | -         |

## Résultats dans les communes de plus de 1 000 habitants

### Andelnans
- Maire sortant : Bernard Mauffrey (DVD)
- 15 sièges à pourvoir au conseil municipal (population légale 2022 : 1 123 habitants)
- 1 siège à pourvoir au conseil communautaire (Grand Belfort)

| Tête de liste | Tête de liste | Parti(s) | Nuance | Premier tour | Premier tour | Second tour | Second tour | Sièges | Sièges |
| Tête de liste | Tête de liste | Parti(s) | Nuance | Voix         | %            | Voix        | %           | CM     | CC     |
| ------------- | ------------- | -------- | ------ | ------------ | ------------ | ----------- | ----------- | ------ | ------ |

### Bavilliers
- Maire sortant : Éric Koeberlé (MoDem)
- 27 sièges à pourvoir au conseil municipal (population légale 2022 : 4 641 habitants)
- 3 sièges à pourvoir au conseil communautaire (Grand Belfort)

| Tête de liste | Tête de liste | Parti(s) | Nuance | Premier tour | Premier tour | Second tour | Second tour | Sièges | Sièges |
| Tête de liste | Tête de liste | Parti(s) | Nuance | Voix         | %            | Voix        | %           | CM     | CC     |
| ------------- | ------------- | -------- | ------ | ------------ | ------------ | ----------- | ----------- | ------ | ------ |

### Beaucourt
- Maire sortant : Thomas Biétry (LR)
- 27 sièges à pourvoir au conseil municipal (population légale 2022 : 4 985 habitants)
- 9 sièges à pourvoir au conseil communautaire (CC du Sud Territoire)

| Tête de liste | Tête de liste | Parti(s) | Nuance | Premier tour | Premier tour | Second tour | Second tour | Sièges | Sièges |
| Tête de liste | Tête de liste | Parti(s) | Nuance | Voix         | %            | Voix        | %           | CM     | CC     |
| ------------- | ------------- | -------- | ------ | ------------ | ------------ | ----------- | ----------- | ------ | ------ |

### Belfort
- Maire sortant : Damien Meslot (LR)
- 43 sièges à pourvoir au conseil municipal (population légale 2022 : 45 646 habitants)
- 36 sièges à pourvoir au conseil communautaire (Grand Belfort)

| Tête de liste | Tête de liste | Parti(s) | Nuance | Premier tour | Premier tour | Second tour | Second tour | Sièges | Sièges |
| Tête de liste | Tête de liste | Parti(s) | Nuance | Voix         | %            | Voix        | %           | CM     | CC     |
| ------------- | ------------- | -------- | ------ | ------------ | ------------ | ----------- | ----------- | ------ | ------ |

### Bessoncourt
- Maire sortant : Thierry Besançon (SE)
- 15 sièges à pourvoir au conseil municipal (population légale 2022 : 1 304 habitants)
- 1 siège à pourvoir au conseil communautaire (Grand Belfort)

| Tête de liste | Tête de liste | Parti(s) | Nuance | Premier tour | Premier tour | Second tour | Second tour | Sièges | Sièges |
| Tête de liste | Tête de liste | Parti(s) | Nuance | Voix         | %            | Voix        | %           | CM     | CC     |
| ------------- | ------------- | -------- | ------ | ------------ | ------------ | ----------- | ----------- | ------ | ------ |

### Bourogne
- Maire sortant : Baptiste Guardia (SE)
- 19 sièges à pourvoir au conseil municipal (population légale 2022 : 1 737 habitants)
- 1 siège à pourvoir au conseil communautaire (Grand Belfort)

| Tête de liste | Tête de liste | Parti(s) | Nuance | Premier tour | Premier tour | Second tour | Second tour | Sièges | Sièges |
| Tête de liste | Tête de liste | Parti(s) | Nuance | Voix         | %            | Voix        | %           | CM     | CC     |
| ------------- | ------------- | -------- | ------ | ------------ | ------------ | ----------- | ----------- | ------ | ------ |

### Châtenois-les-Forges
- Maire sortante : Marie-Josée Baillif (SE)
- 23 sièges à pourvoir au conseil municipal (population légale 2022 : 2 637 habitants)
- 2 sièges à pourvoir au conseil communautaire (Grand Belfort)

| Tête de liste | Tête de liste | Parti(s) | Nuance | Premier tour | Premier tour | Second tour | Second tour | Sièges | Sièges |
| Tête de liste | Tête de liste | Parti(s) | Nuance | Voix         | %            | Voix        | %           | CM     | CC     |
| ------------- | ------------- | -------- | ------ | ------------ | ------------ | ----------- | ----------- | ------ | ------ |

### Chaux
- Maire sortant : Jacky Chipaux (SE)
- 15 sièges à pourvoir au conseil municipal (population légale 2022 : 1 181 habitants)
- 2 sièges à pourvoir au conseil communautaire (CC des Vosges du Sud)

| Tête de liste | Tête de liste | Parti(s) | Nuance | Premier tour | Premier tour | Second tour | Second tour | Sièges | Sièges |
| Tête de liste | Tête de liste | Parti(s) | Nuance | Voix         | %            | Voix        | %           | CM     | CC     |
| ------------- | ------------- | -------- | ------ | ------------ | ------------ | ----------- | ----------- | ------ | ------ |

### Chèvremont
- Maire sortant : Jean-Paul Moutarlier (PS)
- 19 sièges à pourvoir au conseil municipal (population légale 2022 : 1 566 habitants)
- 1 siège à pourvoir au conseil communautaire (Grand Belfort)

| Tête de liste | Tête de liste | Parti(s) | Nuance | Premier tour | Premier tour | Second tour | Second tour | Sièges | Sièges |
| Tête de liste | Tête de liste | Parti(s) | Nuance | Voix         | %            | Voix        | %           | CM     | CC     |
| ------------- | ------------- | -------- | ------ | ------------ | ------------ | ----------- | ----------- | ------ | ------ |

### Cravanche
- Maire sortant : Renaud Veber (SE)
- 19 sièges à pourvoir au conseil municipal (population légale 2022 : 1 935 habitants)
- 1 siège à pourvoir au conseil communautaire (Grand Belfort)

| Tête de liste | Tête de liste | Parti(s) | Nuance | Premier tour | Premier tour | Second tour | Second tour | Sièges | Sièges |
| Tête de liste | Tête de liste | Parti(s) | Nuance | Voix         | %            | Voix        | %           | CM     | CC     |
| ------------- | ------------- | -------- | ------ | ------------ | ------------ | ----------- | ----------- | ------ | ------ |

### Danjoutin
- Maire sortant : Emmanuel Formet (DVG)
- 27 sièges à pourvoir au conseil municipal (population légale 2022 : 3 531 habitants)
- 2 sièges à pourvoir au conseil communautaire (Grand Belfort)

| Tête de liste | Tête de liste | Parti(s) | Nuance | Premier tour | Premier tour | Second tour | Second tour | Sièges | Sièges |
| Tête de liste | Tête de liste | Parti(s) | Nuance | Voix         | %            | Voix        | %           | CM     | CC     |
| ------------- | ------------- | -------- | ------ | ------------ | ------------ | ----------- | ----------- | ------ | ------ |

### Delle
- Maire sortante : Sandrine Larcher (PS)
- 29 sièges à pourvoir au conseil municipal (population légale 2022 : 5 677 habitants)
- 10 sièges à pourvoir au conseil communautaire (CC du Sud Territoire)

| Tête de liste | Tête de liste | Parti(s) | Nuance | Premier tour | Premier tour | Second tour | Second tour | Sièges | Sièges |
| Tête de liste | Tête de liste | Parti(s) | Nuance | Voix         | %            | Voix        | %           | CM     | CC     |
| ------------- | ------------- | -------- | ------ | ------------ | ------------ | ----------- | ----------- | ------ | ------ |

### Essert
- Maire sortant : Dominique Jeannin (SE)
- 23 sièges à pourvoir au conseil municipal (population légale 2022 : 3 382 habitants)
- 2 sièges à pourvoir au conseil communautaire (Grand Belfort)

| Tête de liste | Tête de liste | Parti(s) | Nuance | Premier tour | Premier tour | Second tour | Second tour | Sièges | Sièges |
| Tête de liste | Tête de liste | Parti(s) | Nuance | Voix         | %            | Voix        | %           | CM     | CC     |
| ------------- | ------------- | -------- | ------ | ------------ | ------------ | ----------- | ----------- | ------ | ------ |

### Étueffont
- Maire sortant : Alain Fessler (SE)
- 15 sièges à pourvoir au conseil municipal (population légale 2022 : 1 395 habitants)
- 3 sièges à pourvoir au conseil communautaire (CC des Vosges du Sud)

| Tête de liste | Tête de liste | Parti(s) | Nuance | Premier tour | Premier tour | Second tour | Second tour | Sièges | Sièges |
| Tête de liste | Tête de liste | Parti(s) | Nuance | Voix         | %            | Voix        | %           | CM     | CC     |
| ------------- | ------------- | -------- | ------ | ------------ | ------------ | ----------- | ----------- | ------ | ------ |

### Évette-Salbert
- Maire sortant : Laurent Demesy (SE)
- 19 sièges à pourvoir au conseil municipal (population légale 2022 : 2 022 habitants)
- 1 siège à pourvoir au conseil communautaire (Grand Belfort)

| Tête de liste | Tête de liste | Parti(s) | Nuance | Premier tour | Premier tour | Second tour | Second tour | Sièges | Sièges |
| Tête de liste | Tête de liste | Parti(s) | Nuance | Voix         | %            | Voix        | %           | CM     | CC     |
| ------------- | ------------- | -------- | ------ | ------------ | ------------ | ----------- | ----------- | ------ | ------ |

### Giromagny
- Maire sortant : Christian Coddet (SE)
- 23 sièges à pourvoir au conseil municipal (population légale 2022 : 2 897 habitants)
- 7 sièges à pourvoir au conseil communautaire (CC des Vosges du Sud)

| Tête de liste | Tête de liste | Parti(s) | Nuance | Premier tour | Premier tour | Second tour | Second tour | Sièges | Sièges |
| Tête de liste | Tête de liste | Parti(s) | Nuance | Voix         | %            | Voix        | %           | CM     | CC     |
| ------------- | ------------- | -------- | ------ | ------------ | ------------ | ----------- | ----------- | ------ | ------ |

### Grandvillars
- Maire sortant : Christian Rayot (DVG)
- 23 sièges à pourvoir au conseil municipal (population légale 2022 : 2 963 habitants)
- 6 sièges à pourvoir au conseil communautaire (CC du Sud Territoire)

| Tête de liste | Tête de liste | Parti(s) | Nuance | Premier tour | Premier tour | Second tour | Second tour | Sièges | Sièges |
| Tête de liste | Tête de liste | Parti(s) | Nuance | Voix         | %            | Voix        | %           | CM     | CC     |
| ------------- | ------------- | -------- | ------ | ------------ | ------------ | ----------- | ----------- | ------ | ------ |

### Joncherey
- Maire sortant : Jacques Alexandre (SE)
- 15 sièges à pourvoir au conseil municipal (population légale 2022 : 1 439 habitants)
- 2 sièges à pourvoir au conseil communautaire (CC du Sud Territoire)

| Tête de liste | Tête de liste | Parti(s) | Nuance | Premier tour | Premier tour | Second tour | Second tour | Sièges | Sièges |
| Tête de liste | Tête de liste | Parti(s) | Nuance | Voix         | %            | Voix        | %           | CM     | CC     |
| ------------- | ------------- | -------- | ------ | ------------ | ------------ | ----------- | ----------- | ------ | ------ |

### Lepuix
- Maire sortant : Daniel Roth (DVG)
- 15 sièges à pourvoir au conseil municipal (population légale 2022 : 1 113 habitants)
- 2 sièges à pourvoir au conseil communautaire (CC des Vosges du Sud)

| Tête de liste | Tête de liste | Parti(s) | Nuance | Premier tour | Premier tour | Second tour | Second tour | Sièges | Sièges |
| Tête de liste | Tête de liste | Parti(s) | Nuance | Voix         | %            | Voix        | %           | CM     | CC     |
| ------------- | ------------- | -------- | ------ | ------------ | ------------ | ----------- | ----------- | ------ | ------ |

### Meroux-Moval
- Maire sortant : Stéphane Guyod (SE)
- 19 sièges à pourvoir au conseil municipal (population légale 2022 : 1 420 habitants)
- 1 siège à pourvoir au conseil communautaire (Grand Belfort)

| Tête de liste | Tête de liste | Parti(s) | Nuance | Premier tour | Premier tour | Second tour | Second tour | Sièges | Sièges |
| Tête de liste | Tête de liste | Parti(s) | Nuance | Voix         | %            | Voix        | %           | CM     | CC     |
| ------------- | ------------- | -------- | ------ | ------------ | ------------ | ----------- | ----------- | ------ | ------ |

### Méziré
- Maire sortant : Raphaël Rodriguez (SE)
- 15 sièges à pourvoir au conseil municipal (population légale 2022 : 1 268 habitants)
- 1 siège à pourvoir au conseil communautaire (Grand Belfort)

| Tête de liste | Tête de liste | Parti(s) | Nuance | Premier tour | Premier tour | Second tour | Second tour | Sièges | Sièges |
| Tête de liste | Tête de liste | Parti(s) | Nuance | Voix         | %            | Voix        | %           | CM     | CC     |
| ------------- | ------------- | -------- | ------ | ------------ | ------------ | ----------- | ----------- | ------ | ------ |

### Montreux-Château
- Maire sortant : Michaël Brun (SE)
- 15 sièges à pourvoir au conseil municipal (population légale 2022 : 1 167 habitants)
- 1 siège à pourvoir au conseil communautaire (Grand Belfort)

| Tête de liste | Tête de liste | Parti(s) | Nuance | Premier tour | Premier tour | Second tour | Second tour | Sièges | Sièges |
| Tête de liste | Tête de liste | Parti(s) | Nuance | Voix         | %            | Voix        | %           | CM     | CC     |
| ------------- | ------------- | -------- | ------ | ------------ | ------------ | ----------- | ----------- | ------ | ------ |

### Morvillars
- Maire sortante : Françoise Ravey (DVD)
- 15 sièges à pourvoir au conseil municipal (population légale 2022 : 1 098 habitants)
- 1 siège à pourvoir au conseil communautaire (Grand Belfort)

| Tête de liste | Tête de liste | Parti(s) | Nuance | Premier tour | Premier tour | Second tour | Second tour | Sièges | Sièges |
| Tête de liste | Tête de liste | Parti(s) | Nuance | Voix         | %            | Voix        | %           | CM     | CC     |
| ------------- | ------------- | -------- | ------ | ------------ | ------------ | ----------- | ----------- | ------ | ------ |

### Offemont
- Maire sortant : Pierre Carles (DVD)
- 27 sièges à pourvoir au conseil municipal (population légale 2022 : 4 054 habitants)
- 3 sièges à pourvoir au conseil communautaire (Grand Belfort)

| Tête de liste | Tête de liste | Parti(s) | Nuance | Premier tour | Premier tour | Second tour | Second tour | Sièges | Sièges |
| Tête de liste | Tête de liste | Parti(s) | Nuance | Voix         | %            | Voix        | %           | CM     | CC     |
| ------------- | ------------- | -------- | ------ | ------------ | ------------ | ----------- | ----------- | ------ | ------ |

### Pérouse
- Maire sortant : Jean-Pierre Cnudde (SE)
- 15 sièges à pourvoir au conseil municipal (population légale 2022 : 1 199 habitants)
- 1 siège à pourvoir au conseil communautaire (Grand Belfort)

| Tête de liste | Tête de liste | Parti(s) | Nuance | Premier tour | Premier tour | Second tour | Second tour | Sièges | Sièges |
| Tête de liste | Tête de liste | Parti(s) | Nuance | Voix         | %            | Voix        | %           | CM     | CC     |
| ------------- | ------------- | -------- | ------ | ------------ | ------------ | ----------- | ----------- | ------ | ------ |

### Roppe
- Maire sortant : Jean-François Rousseau (DVD)
- 15 sièges à pourvoir au conseil municipal (population légale 2022 : 1 042 habitants)
- 1 siège à pourvoir au conseil communautaire (Grand Belfort)

| Tête de liste | Tête de liste | Parti(s) | Nuance | Premier tour | Premier tour | Second tour | Second tour | Sièges | Sièges |
| Tête de liste | Tête de liste | Parti(s) | Nuance | Voix         | %            | Voix        | %           | CM     | CC     |
| ------------- | ------------- | -------- | ------ | ------------ | ------------ | ----------- | ----------- | ------ | ------ |

### Rougemont-le-Château
- Maire sortant : Didier Vallverdu (LR)
- 15 sièges à pourvoir au conseil municipal (population légale 2022 : 1 481 habitants)
- 3 sièges à pourvoir au conseil communautaire (CC des Vosges du Sud)

| Tête de liste | Tête de liste | Parti(s) | Nuance | Premier tour | Premier tour | Second tour | Second tour | Sièges | Sièges |
| Tête de liste | Tête de liste | Parti(s) | Nuance | Voix         | %            | Voix        | %           | CM     | CC     |
| ------------- | ------------- | -------- | ------ | ------------ | ------------ | ----------- | ----------- | ------ | ------ |

### Trévenans
- Maire sortant : Pierre Barlogis (SE)
- 15 sièges à pourvoir au conseil municipal (population légale 2022 : 1 290 habitants)
- 1 siège à pourvoir au conseil communautaire (Grand Belfort)

| Tête de liste | Tête de liste | Parti(s) | Nuance | Premier tour | Premier tour | Second tour | Second tour | Sièges | Sièges |
| Tête de liste | Tête de liste | Parti(s) | Nuance | Voix         | %            | Voix        | %           | CM     | CC     |
| ------------- | ------------- | -------- | ------ | ------------ | ------------ | ----------- | ----------- | ------ | ------ |

### Valdoie
- Maire sortante : Marie-France Céfis (LR)
- 29 sièges à pourvoir au conseil municipal (population légale 2022 : 5 193 habitants)
- 4 sièges à pourvoir au conseil communautaire (Grand Belfort)

| Tête de liste | Tête de liste | Parti(s) | Nuance | Premier tour | Premier tour | Second tour | Second tour | Sièges | Sièges |
| Tête de liste | Tête de liste | Parti(s) | Nuance | Voix         | %            | Voix        | %           | CM     | CC     |
| ------------- | ------------- | -------- | ------ | ------------ | ------------ | ----------- | ----------- | ------ | ------ |

### Vézelois
- Maire sortant : Roland Jacquemin (SE)
- 15 sièges à pourvoir au conseil municipal (population légale 2022 : 1 026 habitants)
- 1 siège à pourvoir au conseil communautaire (Grand Belfort)

| Tête de liste | Tête de liste | Parti(s) | Nuance | Premier tour | Premier tour | Second tour | Second tour | Sièges | Sièges |
| Tête de liste | Tête de liste | Parti(s) | Nuance | Voix         | %            | Voix        | %           | CM     | CC     |
| ------------- | ------------- | -------- | ------ | ------------ | ------------ | ----------- | ----------- | ------ | ------ |